# Taiji (filosofia)
Taiji (太极, 太極, tàijí) (ZH)  è un termine della filosofia cinese usato per riferirsi al "supremo ultimo" stato dell'assoluto indifferenziato e potenziale infinito, l'unità prima del dualismo, dalla quale yin e yang originano. L'energia allo stato puro, cioè non ancora manifesta, è priva di spazio e tempo, in uno stato che gli antichi chiamavano, Wuji (無極, Wu Chi in Wade-Giles). Wu significa assenza, negazione. Ji, significa polo, polarità. Wuji significa dunque assenza di polarità, assenza di differenziazione, stato unitario.
Quando l'energia allo stato Wuji inizia a muoversi, questa dà origine a una polarizzazione primordiale, negativa e positiva, Yin e Yang. L'interazione tra le due forze primordiali opposte è l'espressione essenziale del Wuji, i taoisti chiamarono questo processo di interazione Taiji (太極T, 太极S, Tài jíP, T'ai-chiW), o suprema polarità. Tutta la molteplicità dei fenomeni, tutto l'universo, visibile o invisibile, è il risultato dell'interazione tra Yin e Yang.
Il Taiji si deve intendere come il più "alto" concetto concepibile, ciò da cui fluisce l'esistenza, molto simile all'idea daoista "la risacca è il movimento del Dao". Il "supremo ultimo" crea lo yin e lo yang: lo yang genera il movimento, quando la sua attività raggiunge il limite, diventa quieto. Attraverso la quiete, il supremo ultimo genera yin. Quando la quiete raggiunge il suo limite, c'è un ritorno al movimento. Movimento e quiete, in alternanza, diventano ognuna la fonte dell'altra. La distinzione tra yin e yang è determinata, e le due forme (lo yin e lo yang) sono rivelate. Con le trasformazioni dello yang e l'unione dello yin, vengono prodotti i 5 elementi (Qi) acqua, fuoco, legno, metallo e terra. I 5 Qi si diffondono, ne deriva l'armonia; una volta presente l'armonia possono succedersi le 4 stagioni. Yin e yang hanno prodotto tutte le cose, e queste a loro volta producono e riproducono, ciò rende il processo senza fine. (Wu, 1986)
Il termine "Taiji", pronunciato anche "T'ai chi" (usando Wade–Giles rispetto al Pinyin) viene usato spesso in occidente per riferirsi al Tai chi chuan (Taijiquan,  太極拳), un'arte marziale interna cinese basata sui principi di taiji, yin e yang e sulla filosofia taoista, devota all'allenamento fisico e dell'energia interna.